# 외접 무리

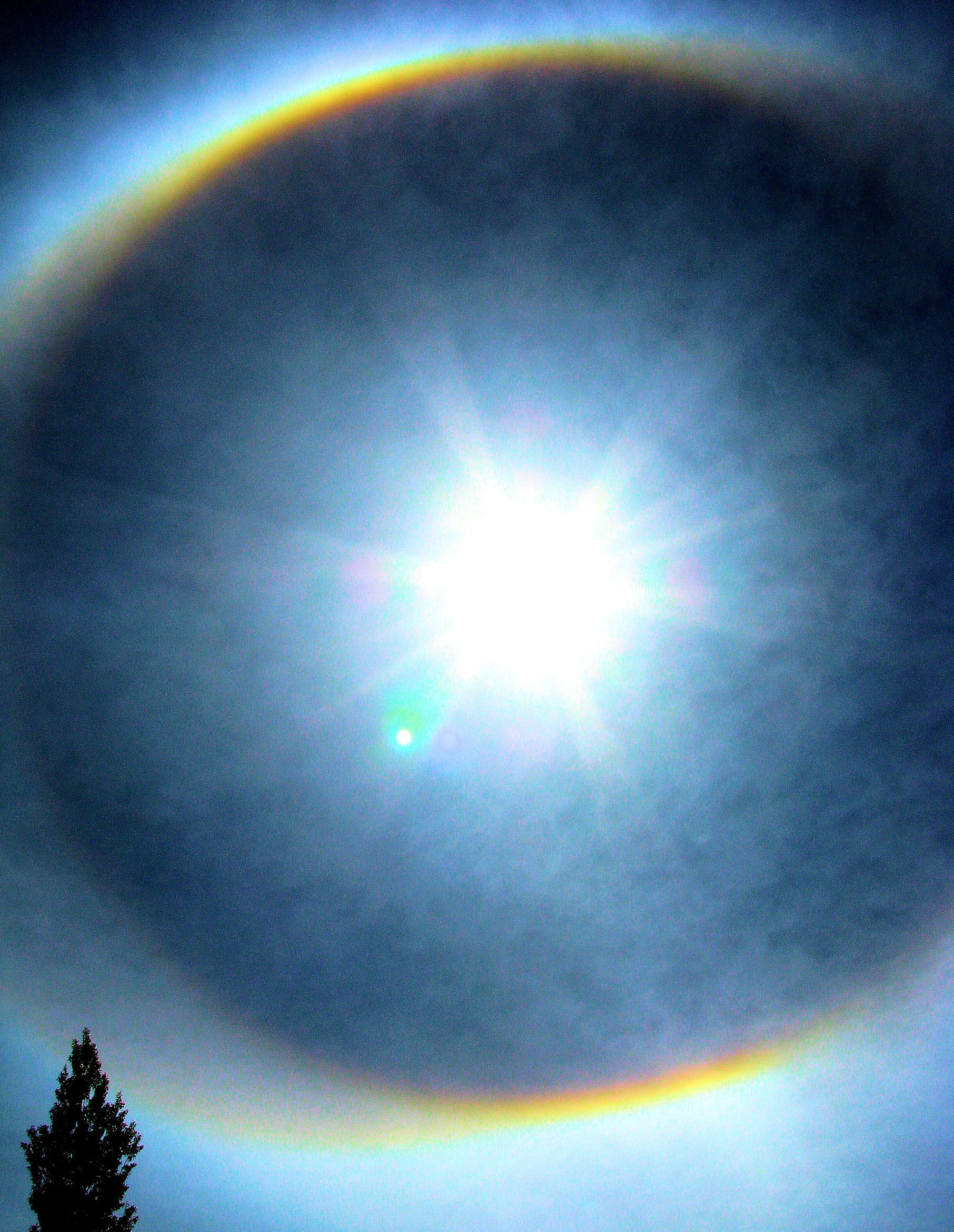
22° 무리(안쪽 고리)와 함께 나타난 외접 무리(바깥쪽 고리).

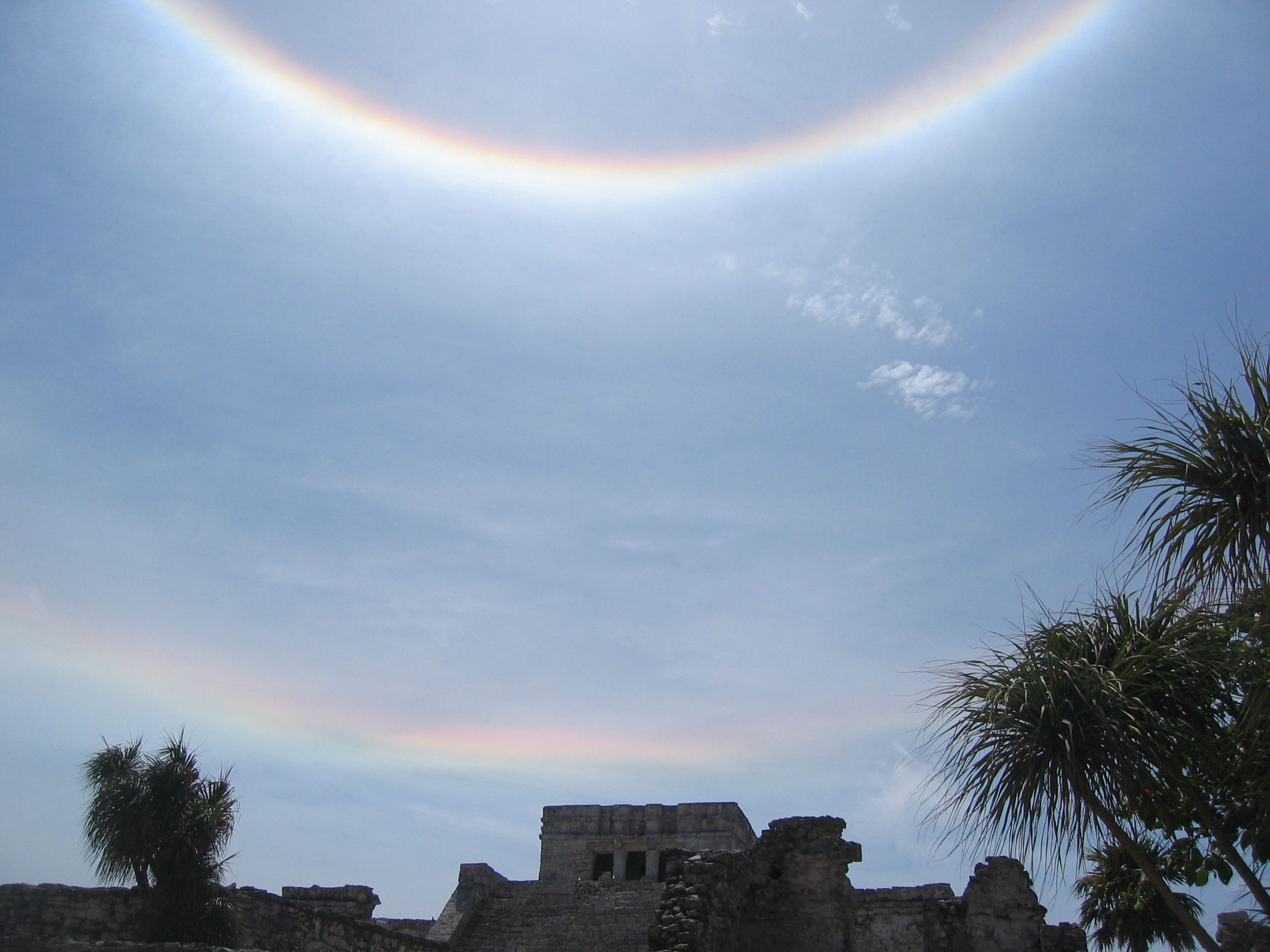
외접 무리(위)와 환수평호(아래)

외접 무리(circumscribed halo)는 무리의 일종으로, 태양이나 달을 중심으로 하는 원형의 22° 무리를 둘러싸는 대체로 타원형 고리 형태의 광학 현상이다.
태양이 70° 이상으로 떠오르면 22° 무리를 거의 덮는다. 다른 많은 무리와 마찬가지로, 태양이나 달을 향하는 안쪽 가장자리는 약간 붉은색을 띠고 바깥쪽 가장자리는 푸른색을 띤다.
외접 무리의 모양은 지평선 위 태양 또는 달의 고도에 따라 크게 달라진다. 그 상단과 하단(즉, 태양 또는 달의 바로 아래와 위 지점)은 항상 22° 무리에 직접 접선을 이루지만, 왼쪽과 오른쪽 측면은 태양(또는 달)의 고도에 따라 다른 모양을 취한다. 약 35°–50° 사이의 고도에서는 측면이 22° 무리 바깥쪽으로 두 개의 뚜렷하고 아래로 처진 "엽"을 형성한다. 태양이나 달이 더 높이 떠오를수록(약 50°–70° 사이) 처짐은 점차 줄어들어 보다 규칙적인 타원형 모양에 가까워진다. 약 70° 이상의 고도에서는 외접 무리의 모양이 원에 가까워져 22° 무리와 거의 구별할 수 없게 되며, 후자보다 더 선명한 색상을 보이는 경향으로만 식별될 수 있다. 태양이나 달의 고도가 약 35° 미만일 때는 외접 무리가 상단 접선호와 하단 접선호로 분리된다.

## 같이 보기
- 천정호
- 환수평호